# Kjetil Borch
Kjetil Borch (* 14. Februar 1990 in Tønsberg) ist ein norwegischer Ruderer. 2013 war er Weltmeister im Doppelzweier, 2018 im Einer. 2021 erhielt er die olympische Silbermedaille im Einer.

## Karriere
Der 1,93 m große Ruderer vom Horten Roklubb begann 2002 mit dem Rudersport. 2007 nahm er an den Junioren-Weltmeisterschaften teil und belegte den 22. Platz im Doppelvierer, im Jahr darauf belegte er bei den Junioren-Weltmeisterschaften 2008 im Doppelzweier den siebten Platz. 2009 gewann er mit Truls Albert im Doppelzweier die Bronzemedaille bei den U23-Weltmeisterschaften. 2010 trat er in der Erwachsenenklasse mit Nils Jakob Hoff an, die beiden erreichten den vierten Platz bei den Weltmeisterschaften, bei den Weltmeisterschaften 2011 belegten sie den achten Platz. 2012 siegten Hoff und Borch bei der letzten vorolympischen Weltcup-Regatta in München. Bei den Olympischen Spielen 2012 gewannen Hoff und Borch das B-Finale und belegten somit den siebten Platz. Zum Saisonausklang 2012 siegte der kroatische Doppelzweier bei den Europameisterschaften vor den Italienern, Hoff und Borch erhielten die Bronzemedaille.
Anfang Juni 2013 fanden in Sevilla die Europameisterschaften des nacholympischen Jahres statt, im Doppelzweier siegten die Italiener vor den Litauern, Bronze erhielten erneut Hoff und Borch. Bei den Weltmeisterschaften 2013 in Chungju gewannen Hoff und Borch vor den Litauern und den Italienern. Nach dem vierten Platz bei den Europameisterschaften 2014 erreichten die beiden Norweger bei den Weltmeisterschaften 2014 nur den zehnten Platz. 2015 belegten Hoff und Borch wie im Vorjahr den vierten Platz bei den Europameisterschaften, mit dem zwölften Platz bei den Weltmeisterschaften verpassten die beiden die Möglichkeit zur direkten Olympiaqualifikation für 2016.
2016 bildete Kjetil Borch mit dem mittlerweile 40-jährigen Einer-Routinier Olaf Tufte einen neuen Doppelzweier. Die beiden belegten den fünften Platz bei den Europameisterschaften 2016 und siegten in der Olympiaqualifikation in Luzern. Bei den Olympischen Spielen 2016 gewannen Borch und Tufte die Bronzemedaille. Im Jahr darauf belegten die beiden Norweger den fünften Platz bei den Weltmeisterschaften. 2018 trat Kjetil Borch im Einer an. Nach einem neunten und vierten Platz im Ruder-Weltcup gewann Borch zunächst den Titel bei den Europameisterschaften und anderthalb Monate später auch bei den Weltmeisterschaften. 2019 belegte er den neunten Platz bei den Europameisterschaften. Beim Weltcup-Abschluss in Rotterdam ruderte er auf den zweiten Platz hinter dem Dänen Sverri Nielsen. Bei den Weltmeisterschaften 2019 in Linz/Ottensheim siegte der Deutsche Oliver Zeidler vor Nielsen und Borch. 2020 gewann er die Bronzemedaille bei den Europameisterschaften hinter Nielsen und Natan Węgrzycki-Szymczyk. Nach einem sechsten Platz bei den Europameisterschaften 2021 gewann Borch bei den Olympischen Spielen in Tokio die Silbermedaille mit 1,21 Sekunden Rückstand auf den Griechen Stefanos Douskos.

## Internationale Erfolge
- 2007: 22. Platz Junioren-Weltmeisterschaften im Doppelvierer
- 2008: 7. Platz Junioren-Weltmeisterschaften im Doppelzweier
- 2009: Bronzemedaille  U23-Weltmeisterschaften im Doppelzweier
- 2010: 4. Platz Weltmeisterschaften im Doppelzweier
- 2011: 8. Platz Weltmeisterschaften im Doppelzweier
- 2012: 7. Platz Olympische Spiele im Doppelzweier
- 2012: Bronzemedaille Europameisterschaften im Doppelzweier
- 2013: Bronzemedaille Europameisterschaften im Doppelzweier
- 2013: Goldmedaille Weltmeisterschaften im Doppelzweier
- 2014: 4. Platz Europameisterschaften im Doppelzweier
- 2014: 10. Platz Weltmeisterschaften im Doppelzweier
- 2015: 4. Platz Europameisterschaften im Doppelzweier
- 2015: 12. Platz Weltmeisterschaften im Doppelzweier
- 2016: 5. Platz Europameisterschaften im Doppelzweier
- 2016: Bronzemedaille Olympische Spiele im Doppelzweier
- 2017: 5. Platz Weltmeisterschaften im Doppelzweier
- 2018: Goldmedaille Europameisterschaften im Einer
- 2018: Goldmedaille Weltmeisterschaften im Einer
- 2019: 9. Platz Europameisterschaften im Einer
- 2019: Bronzemedaille Weltmeisterschaften im Einer
- 2020: Bronzemedaille Europameisterschaften im Einer
- 2021: 6. Platz Europameisterschaften im Einer
- 2021: Silbermedaille Olympische Spiele 2020 im Einer
- 2022: 7. Platz Europameisterschaften im Einer
- 2022: 5. Platz Weltmeisterschaften im Einer
- 2024: 10. Platz Olympische Spiele im Doppelzweier